# NGC 1122
NGC 1122 je galaksija u zviježđu Perzej.

## Vanjske poveznice
- SEDS: NGC 1122